# Stachytarpheta trispicata
Stachytarpheta trispicata là một loài thực vật có hoa trong họ Cỏ roi ngựa. Loài này được Nees & Mart. miêu tả khoa học đầu tiên năm 1823.